# Arroyo del Sauce (Arroyo Sánchez Grande)
Der Arroyo del Sauce ist ein Fluss in Uruguay.
Er entspringt auf dem Gebiet des Departamento Río Negro. Von dort fließt er nach Westen und mündet flussabwärts von Paso del Ministro und etwas oberhalb der Mündung des Mala linksseitig in den Arroyo Sánchez Grande.